# Kjalhraun
Beim Kjalhraun handelt es sich um einen Schildvulkan und ein Lavafeld im Süden von Island.

## Name
Der Name Kjalhraun bedeutet „kielförmiges Lavafeld“. Tatsächlich handelt es sich aber um einen Schildvulkan, der 10–12 km³ an Laven produziert hat.

## Lage
Das Kjalhraun befindet sich einige Kilometer südlich von Hveravellir. Die alte Überlandpiste Kjalvegur führt über es hinweg, auch ein Teil der neuen Kjölur-Piste streift das Lavafeld bzw. den Fuß des Schildvulkans.

## Beschreibung
Der Hauptkrater misst 900 m im Durchmesser. Vulkan und Lavafeld entstanden vor ca. 8000 Jahren und gehören zum Vulkansystem von Hveravellir, dem nördlichen Langjökull-Vulkansystem.